# Campeonato Mundial de Gimnasia Artística de 1922
El VII Campeonato Mundial de Gimnasia Artística se celebró en Liubliana (Yugoslavia) entre el 11 y el 12 de agosto de 1922 bajo la organización de la Federación Internacional de Gimnasia (FIG).

## Resultados

### Masculino
| Evento                 | Oro | Plata | Bronce                                |
| ---------------------- | --- | --- | ------------------------------------- |
| Concurso completo ind. | František Pecháček Checoslovaquia Peter Šumi Yugoslavia 135,250 pts.                                           | | Stane Derganc Yugoslavia 132,250 pts. |
| Caballo con arcos      | Miroslav Klinger Checoslovaquia 19,250                                                                         | Stanislav Indruch Checoslovaquia Leon Štukelj Yugoslavia Peter Šumi Yugoslavia 19,000                                                                 |                                       |
| Anillas                | Miroslav Karásek Checoslovaquia Josef Malý Checoslovaquia Peter Šumi Yugoslavia Leon Štukelj Yugoslavia 19,750 | |                                       |
| Paralelas              | Leon Štukelj Yugoslavia 20,000                                                                                 | Miroslav Klinger Checoslovaquia Stanislav Indruch Checoslovaquia Stane Vidmar Yugoslavia Stane Derganc Yugoslavia Vladimir Simončič Yugoslavia 19,000 |                                       |
| Barra fija             | Miroslav Klinger Checoslovaquia Leon Štukelj Yugoslavia Peter Šumi Yugoslavia 20,000                           | |                                       |
| Concurso por equipos   | Checoslovaquia 773,000                                                                                         | Yugoslavia 764,000 | Francia 636,000                       |

## Medallero
| Núm. | País           | Oro | Plata | Bronce | Total |
| ---- | -------------- | --- | ----- | ------ | ----- |
| 1    | Yugoslavia     | 6   | 6     | 1      | 13    |
| 2    | Checoslovaquia | 6   | 3     | 0      | 9     |
| 3    | Francia        | 0   | 0     | 1      | 1     |
|      | TOTAL          | 12  | 9     | 2      | 23    |